# Василий Богомил
Василий Богомил (болг. Василий Врач) — болгарский лидер богомилов, всю жизнь посвятивший распространению этого учения. Был осуждён как еретик и сожжён на костре.
В 1110 году при императоре Алексее I Комнине, когда был произведён розыск о богомильской ереси, некоторые из обвинённых на пытке указали на Василия, как на главу их секты, имеющего при себе двенадцать ближайших последователей под именем апостолов. Когда они были схвачены, император пожелал лично познакомиться с Василием, тогда уже глубоким старцем. Заметив в нём непреклонную самоуверенность, император избавил его от пытки и решился изобличить его хитростью. Он сделал вид, что поверил в его пророческое достоинство и желает ближе познакомиться с богомильским учением. Василий долго не поддавался, наконец, императору удалось овладеть его доверием. Он пригласил ересиарха в отдельный покой дворца, чтобы там вместе с братом своим, севастократором Исааком, выслушать самые заветные тайны богомильства; за ширмой был спрятан секретарь-скорописец, а в соседней зале собралось духовенство, с патриархом Константинопольским Николаем III во главе, и царский синклит. Когда Василий закончил свои откровения, император отворил дверь патриарху и всему собору, стражи схватили Василия, а секретарь, выйдя из-за ширм, прочёл всё им записанное со слов ересиарха. Василий был судим духовным судом, а затем сожжён с большой торжественностью после того, как и в виду костра не отказался от своих заблуждений. Обо всем этом подробно рассказывается в истории Алексея I Комнина, написанной его учёной дочерью, Анной.